# Barad-dûr
Barad-dûr (en sindarin, « Tour Sombre ») est une tour dans l'œuvre de l'écrivain britannique J. R. R. Tolkien, apparaissant notamment dans son roman Le Seigneur des anneaux. C'est la demeure de Sauron.

## Description
Tolkien a réalisé un dessin représentant la base de la tour, avec la Montagne du Destin en arrière-plan, pendant la rédaction du Seigneur des anneaux. Il a été publié pour la première fois en 1973 dans le Tolkien Calendar, puis repris dans le recueil d'illustrations J. R. R. Tolkien: Artiste & Illustrateur (1995).
La tour principale mesurait environ 1400 mètres de hauteur et se trouvait dans le nord du Mordor, au sommet d'une colline rocheuse s'élevant au-dessus du plateau de Gorgoroth, à quelques dizaines de kilomètres d'Orodruin.

« de tours, de remparts, hauts comme des collines, fondés sur un puissant trône de montagnes au-dessus de puits insondables ; de grandes cours et des cachots, des prisons aveugles, escarpés comme des falaises, et des portes d'acier et de diamant béantes »

— J. R. R. Tolkien, Le Seigneur des Anneaux
La tour semble être l'extension même de Sauron, ainsi, lorsque ce dernier réfléchit ou médite sur ses plans, la forteresse tout entière semble être en réflexion. 

« Derrière, était suspendue une vaste ombre, inquiétante comme un nuage orageux: les voiles de Barad-dûr, dressées très loin sur un long éperon que les Monts Cendrés projetaient du nord. La Puissance Ténébreuse était plongée dans la méditation, et l'œil se tournait vers l'intérieur, considérant des nouvelles de doute et de danger : elle voyait une épée brillante et un visage sévère et majestueux, et durant un moment, elle accorda peu de pensée à autre chose, et toute sa grande forteresse, porte après porte, et tour après tour, fut enveloppée d'une pesante obscurité. »

La tour elle-même est noire et constamment enveloppée d'une nuée sombre. Les deux seules personnes à voir Barad-dûr, dans Le Seigneur des anneaux, sont les Hobbits Frodon et Sam. Barad-dûr est également une sorte de réplique de la forteresse du maître de Sauron, Angband.

## Histoire
Sauron a l'idée de fortifier le Mordor vers l'an 1000 du Second Âge, car il redoute la puissance núménóréenne. Il décide de créer sa forteresse principale près de ses forges d'Orodruin. La Tour est construite seulement après six cents années de labeur de la part des Orques, mais ses proportions magistrales sont aussi dues au pouvoir de Sauron qui, par l'intermédiaire de l'Anneau unique, a enchanté les fondations pour les rendre indestructibles.
Or, finalement, une grande armée vient de Númenor et se prépare à assiéger Barad-dûr. Sauron sait qu'il ne peut pas remporter la victoire par les armes de ses serviteurs, car, à la suite des guerres contre les Elfes, leur nombre s'est affaibli. Il décide d'user de la ruse pour éviter un véritable siège et conserver son trône. Il abandonne Barad-dûr intentionnellement en 3262, dans le but de fomenter une rébellion à Númenor. Il réussit et Númenor est ravagée, mais Sauron perd son apparence corporelle pour un temps à la suite du cataclysme et se réfugie, sous forme d'esprit seulement, en Mordor.
En 3434, la Dernière Alliance des Elfes et des Hommes attaque le Mordor. La bataille de Dagorlad conduit à la défaite de Sauron qui fait rassembler ses troupes à Barad-dûr. Le siège de la tour dure sept ans. Après la défaite de Sauron, Barad-dûr est rasée, mais ses fondations, bâties grâce au pouvoir de l'Unique, restent en place. À ce moment, Sauron part se réfugier dans sa forteresse de Dol-Guldur.
En 2951 du Troisième Âge, Sauron entreprend de reconstruire la tour. Lorsque l'Anneau Unique fut détruit à l'issue de la Guerre de l'Anneau, la tour fut également anéantie du fait de l'enchantement qui lui était lié.

## Adaptations
Dans l'adaptation cinématographique de Peter Jackson, la Tour en son sommet est surmontée de l'Œil de Sauron.